# Ліван на літніх Олімпійських іграх 1992
Ліван брав участь у Літніх Олімпійських іграх 1992 року у Барселоні (Іспанія) водинадцяте за свою історію, але не завоював жодної медалі.